# 奇羅·波利托
奇羅·波利托（義大利語：Ciro Polito；1979年4月12日—）是一位意大利足球運動員。在場上的位置是守門員。他現在效力於意大利足球甲級聯賽球隊薩索羅足球體育俱樂部。他曾效力於卡塔尼亞足球俱樂部和亞特蘭大足球俱樂部等球隊。